# Rhipidomys caucensis

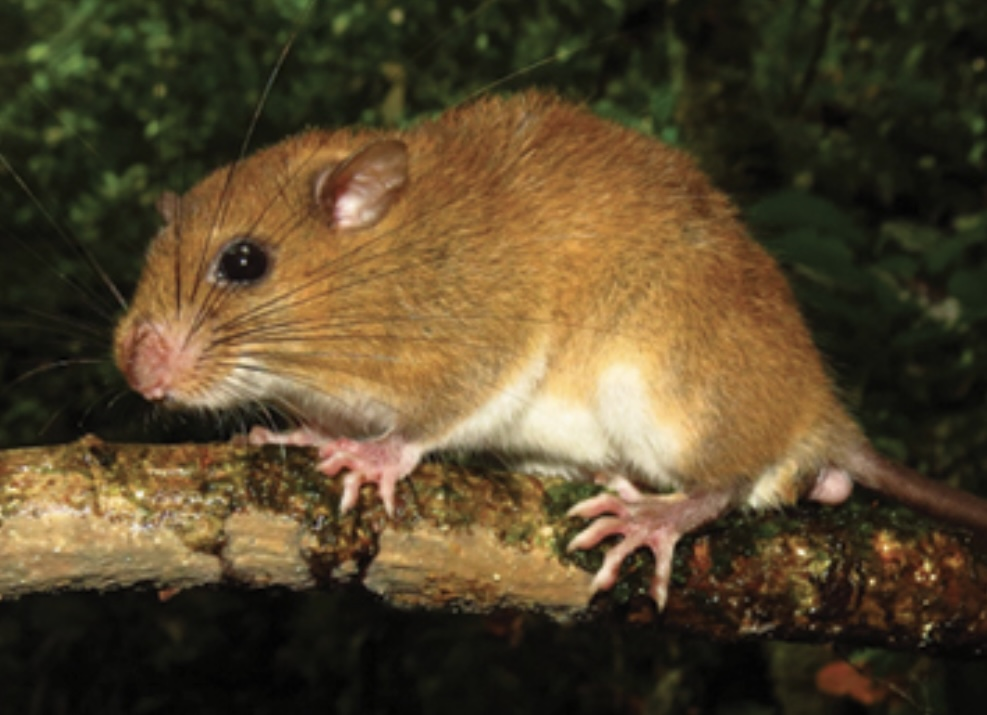
Rhipidomys caucensis, especie de roedor de la familia Cricetidae

Rhipidomys caucensis es una especie de roedor de la familia Cricetidae.

## Distribución geográfica
Se encuentra en  Colombia. 